# Madeline Kripke
Pour les articles homonymes, voir Kripke.
Madeline Kripke, né le 3 septembre 1943 et morte le 25 avril 2020, est une bibliophile américaine. Elle collectionnait en particulier les dictionnaires. Sa collection en comptait 20 000 exemplaires.

## Biographie
Elle est la fille de l'écrivaine Dorothy K. Kripke (en) et du rabbin Myer S. Kripke (en). Son frère est le philosophe Saul Kripke. Elle obtient un diplôme du Barnard College.
Elle se souvient avoir reçu en cadeau un dictionnaire Webster de ses parents lorsqu'elle était écolière, qui, selon elle, « lui a ouvert le monde ». 
Elle a construit une collection d'environ 20 000 dictionnaires dans son appartement de deux chambres. Le plus ancien dictionnaire de sa collection était un dictionnaire latin publié en 1502 par Ambrogio Calepino. Elle a mis un soin particulier à la collecte de dictionnaires d'argot. Sa collection comprend la seule copie connue de Larks of London (1840), un dictionnaire d'argot des bas-fonds de Londres. Jesse Sheidlower a décrit sa collection de dictionnaires comme meilleure que celle de la Bibliothèque du Congrès. Le destin de sa collection après sa mort reste à définir.
Elle meurt en avril 2020 de complications liées au Covid-19.

## Distinctions
- Membre de la Dictionary Society of North America (en), elle reçoit le Prix Richard W. Bailey (en) en 2017[6].